# Bratislavský lesný park

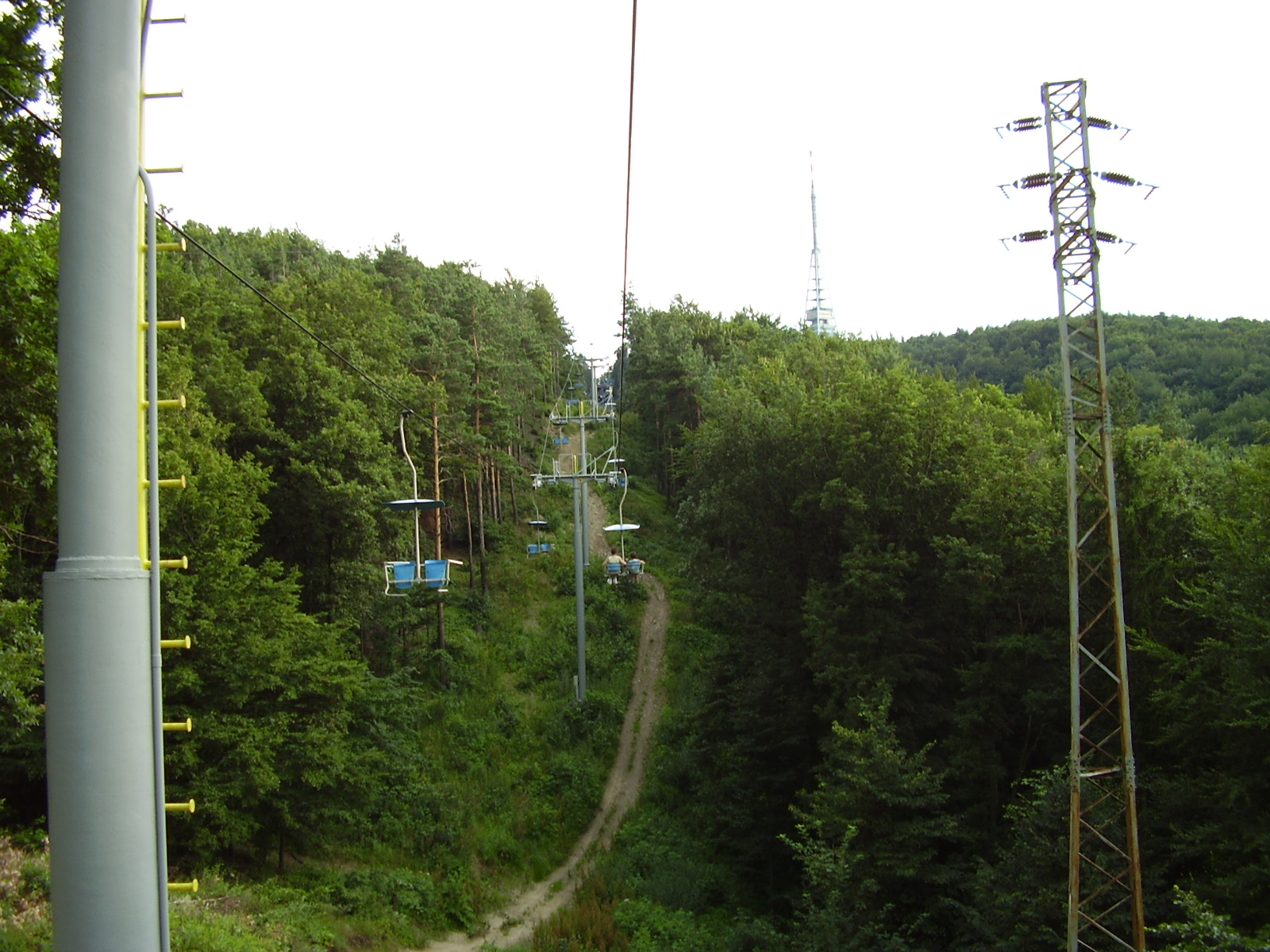
Kolej linowa w parku

Bratislavský lesný park – park leśny w Bratysławie na Słowacji, położony u podnóża Małych Karpat. Park jest zarządzany przez Bratysławskie Lasy Miejskie, organizację non-profit.
Park zajmuje powierzchnię 27,3 km ², z czego 96% zajmują lasy, na resztę składają się łąki, wody i tereny zabudowane. Park zawiera bogatą faunę i flory oraz dzikie zwierzęta, takie jak zaskrońce, borsuki, lisy, muflony, klon polny, i czarny bez. Przez teren parku przepływa rzeka Vydrica.